# Silver Bowl 1981
Der Silver Bowl 1981 im Badminton fand vom 22. bis zum 28. Juni 1981 in West Melbourne, Melbourne statt.

## Finalresultate
| Disziplin    | Sieger                       | Finalist                     | Ergebnis           |
| ------------ | ---------------------------- | ---------------------------- | ------------------ |
| Herreneinzel | Dhany Sartika                | Hastomo Arbi                 | 15-13, 10-15, 15-0 |
| Dameneinzel  | Susan Daly                   | Helen Troke                  | 12-10, 11-1        |
| Herrendoppel | Mark Harry Graeme Robson     | Hastomo Arbi Dhany Sartika   | Walkover           |
| Damendoppel  | Sally Leadbeater Helen Troke | Kellie McDonald Maxine Evans | 15-6, 11-15, 15-4  |